# 10 Pułk Huzarów (PSZ)

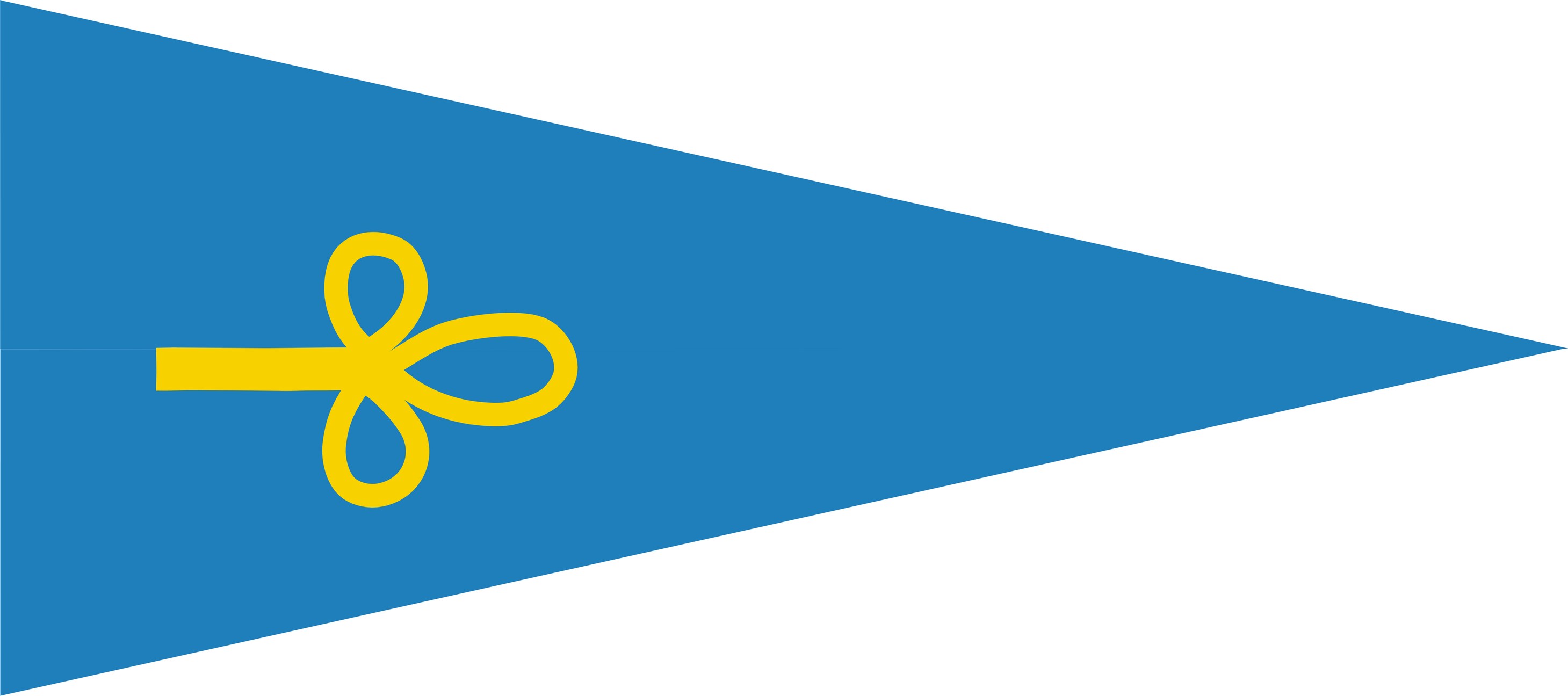
Proporczyk 10 pułku huzarów

10 Pułk Huzarów – oddział pancerny Polskich Sił Zbrojnych formowany w ramach 3 (14) Wielkopolskiej Brygady Pancernej.

## Formowanie i zmiany organizacyjne

### Formowanie pułku we Włoszech
10 pułk huzarów został sformowany w San Basilio, w południowych Włoszech, na podstawie rozkazu L.dz. 3306/204/AG/Tj. z 18 listopada 1944 roku i rozkazu organizacyjnego dowódcy bazy 2 Korpusu Polskiego z 1 grudnia 1944 roku.
Jako zalążek posłużył mu Pułk Ułanów Karpackich, który to oddał nowo formowanemu pułkowi połowę swojego plutonu łączności 1 oficer 27 szeregowych, 1 pułk Ułanów Krechowieckich 12 oficerów i 5 podoficerów oraz 1 oficer z Rezerwy Oficerów Łącznikowych i Tłumaczy Korpusu i 2 podoficerów z 7 Pułku Pancernego. Pierwszych huzarów zgrupowano koło Bari na południu Włoch. Pułk został zorganizowany w składzie 3 (14) Wielkopolskiej Brygady Pancernej według brytyjskiego etatu wojennego pułku pancernego z listopada 1943 roku (ang. Armoured Regiment. War Establishment II/151/3). 16 listopada pułk przesunięto w rejon Lici, gdzie wspólnie z pozostałymi oddziałami brygady szkoląc się oczekiwał na wyjazd do Egiptu. W dniu 15 grudnia 1944 roku zawiązek pułku został dyslokowany do Galatina. W nowym garnizonie rozpoczęto prace organizacyjne i wstępne szkolenie. Przybywali Polacy byli jeńcy i dezerterzy z armii niemieckiej z jednostek podległych Bazie 2 Korpusu Polskiego ponadto kawalerzyści i pancerniacy z jednostek bojowych korpusu. 7 stycznia 1945 pododdziały zaokrętowano w Tarencie i przetransportowano do Port Saidu (10 stycznia). 10 pułk huzarów liczący 21 oficerów i 549 szeregowych wraz z całą 3 Wielkopolską Brygadą Pancerną wypłynął statkiem "MV Cilicia" do Egiptu. Dalej już koleją przewieziono je do obozu Quassasin (ok. 80 km od Kairu). Podjęto intensywne szkolenie w pułku, a także w brytyjskiej Royal Armoured Corps School w Abbassia oraz innych specjalistów w kilku brytyjskich ośrodkach szkoleniowych. Z polskich jednostek dyslokowanych na Środkowym Wschodzie przybywały dalsze uzupełnienia, w połowie marca w szeregach huzarów pełniło służbę 36 oficerów i 609 szeregowych. 25 kwietnia 1945 roku zmieniono numer i miano brygady z "3" na "14 Wielkopolską Brygadę Pancerną". W trakcie pobytu w obozie Quassasin zmarło dwóch oficerów będących na etacie pułku. W okresie od 1 do 22 maja 10 pułk huzarów sukcesywnie był przemieszczony do obozu wojskowego Ikingi Mariut niepodal El Amiryja w pobliżu Aleksandrii. 3 czerwca pułk osiągnął stan 36 oficerów i 637 szeregowych osiągnął dobry poziom wyszkolenia załóg czołgowych, rozpoczęto szkolenie w ramach plutonu i szwadronów pancernych. Z dniem 10 czerwca 1945 roku ze szwadronu dowodzenia wyodrębniono pod względem taktycznym szwadron rozpoznawczy (z plutonami: rozpoznawczym, przeciwlotniczym i łącznikowym) pod dowództwem por. Stanisława Oskierki. W sierpniu 1945 roku 44 huzarów odjechało do 157 Obozu Przejściowego (repatriacyjnego) w Suezie, a następnie do kraju. Do października pułk zakończył szkolenie pancerne w ramach całego pułku. 

## Pułk w składzie wojsk okupacyjnych
Po decyzji dołączenia pułku do oddziałów okupacyjnych we Włoszech (2 Korpus) 14 października 1945 pułk został zaokrętowany u wybrzeży Egiptu, by 17 października osiągnąć Tarent opuszczony zaledwie przed 9 miesiącami. Po krótkim pobycie w okolicach portu pododdziały pułku przeszły w rejon Pescara, Lanciano. Otrzymano ponownie sprzęt w ilości po 6 Shermanów na szwadron i wykorzystywano go nadal do szkolenia. W dniu 14 października pułk został załadowany w porcie w Aleksandrii na statek i 17 tego miesiąca przybył do Tarentu we Włoszech, skąd przetransportowany został do San Basilio. Następnie dyslokowano pułk 24 listopada do Monopoli, gdzie podjął służbę wartowniczą przy składach i magazynach. 15 grudnia ostatecznie huzarzy przybyli do Lanciano i tu objęli garnizon. W nowym miejscu postoju pułk otrzymał sprzęt bojowy (czołgi, pojazdy pancerne i samochodowe) oraz podjął przerwane szkolenie. W trakcie pobytu we Włoszech zmarło dwóch huzarów, w tym jeden wskutek wypadku.

## W Wielkiej Brytanii

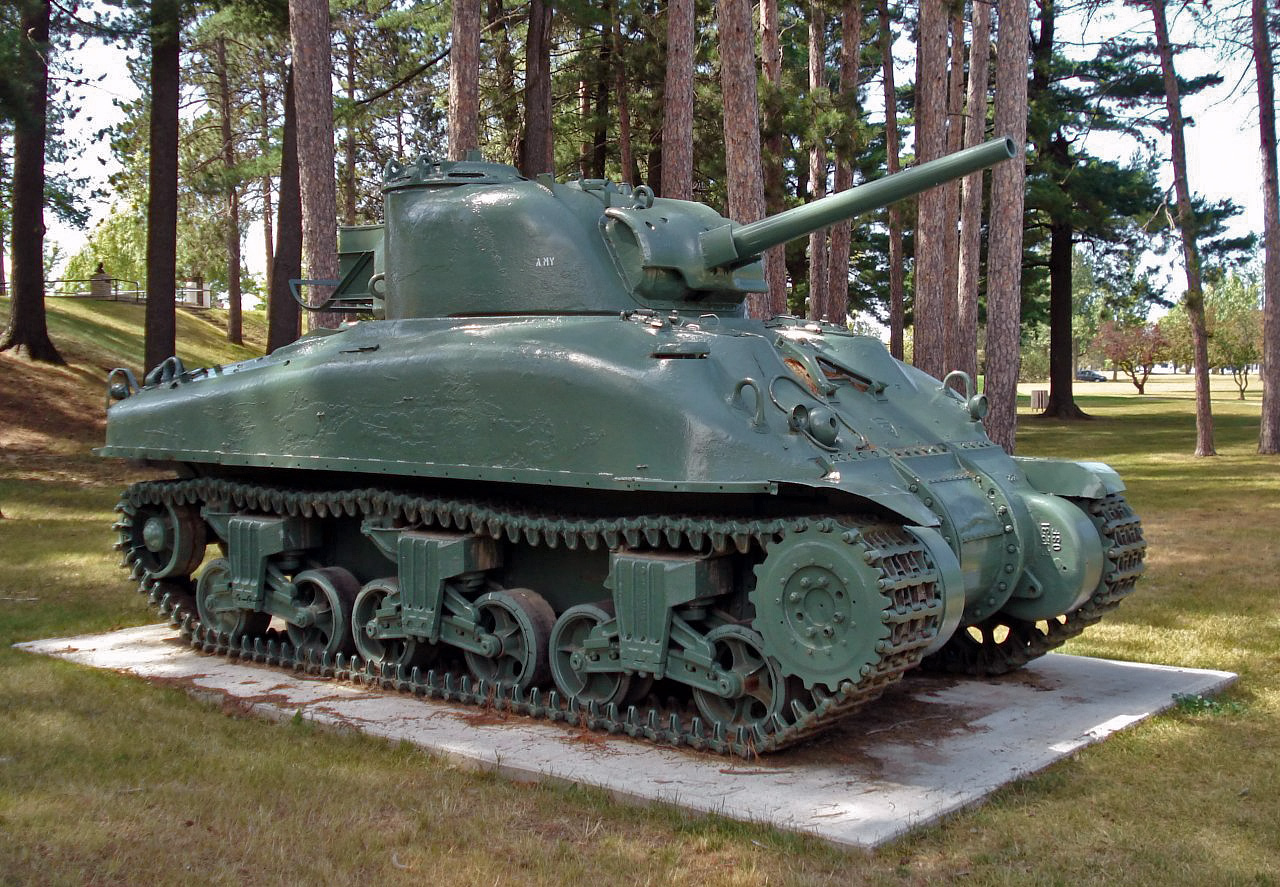
Podstawowy czołg 10 pułku – Sherman M4

Po decyzji o przeniesieniu 2 Korpusu do Wielkiej Brytanii w celu demobilizacji, pułk jako jeden z pierwszych opuścił Włochy. Zaokrętowany 22 czerwca 1946 w Neapolu odpłynął do Glasgow. Następnie przewieziony ze Szkocji na południe Anglii, rozwinął obóz koło Petworth.
Żołnierze powoli odchodzili z pułku do Polskiego Korpusu Przysposobienia i Rozmieszczenia. Miał on zapewnić zdobycie zawodu cywilnego.
Ostatnie święto pułkowe w mundurach, ale już przy znacznie uszczuplonych stanach, obchodzono jeszcze 11 lipca 1947.
W lipcu, w kolejnym obozie w Slinford, pozostałości pułku weszły w skład 340 Jednostki Podstawowej (ang. Basie Unit 340) pod dowództwem podpułkownika Adama Bielińskiego. We wrześniu 1948 roku ostatni zdemobilizowani żołnierze opuścili szeregi. Wraz z rozwiązaniem PKPR 10 pułk huzarów przestał istnieć.

## Obsada personalna
Obsada personalna 10 pułku huzarów
- dowódca pułku – mjr mgr Antoni Smodlibowski
- zastępca – mjr Wiktor Zaniewski
- adiutant –  por./rtm. Andrzej Brzeski (do 3 I 1945), - por. Wawrzyniec Solecki
- kwatermistrz – por. Aleksander Karpiński
- oficer łączności – por. Władysław Szeremeta
- kapelan – ks. Józef Grochot
- lekarz pułku – ppor. lek. Stanisław Kasina
- dowódca szwadronu dowodzenia – por./rtm. Andrzej Brzeski
- dowódca 1 szwadronu – rtm. Jerzy Roszkowski
- dowódca 2 szwadronu – por./rtm. Zygmunt Skowroński
- dowódca 3 szwadronu – por. Zbigniew Winogrodzki
- dowódca szwadronu rozpoznawczego – por. Stanisław Oskierka

## Odznaka kombatancka
Zatwierdzona 19 lutego 1983 przez Ministra Spraw Wojskowych Rzeczypospolitej Polskiej na uchodźstwie, z ważnością od 14 września 1946 trzyczęściowa odznaka o wymiarach 47x47 mm wykonana jest  z białego metalu, łączona na cztery nity i emaliowana Na rewersie tarczy wytłoczono wklęsłe daty 1809 1944. Produkował je w Londynie Mieczysław Białkiewicz.

## Żurawiejka
Żurawiejka brzmiała: „mało wozów, mało smarów, to 10-ty pułk huzarów”.